# Romero Osby
Romero Osby (nacido el 7 de mayo de 1990 en Frankfurt, Alemania) es un exjugador de baloncesto estadounidense que disputó tres temporadas como profesional. Con 2,03 metros de estatura, jugaba en la posición de alero.

## Trayectoria deportiva

### Universidad
Jugó dos temporadas con los Bulldogs de la Universidad Estatal de Mississippi, en las que promedió 4,2 puntos y 2,6 rebotes por partido, para ser posteriormente transferido a los Sooners de la Universidad de Oklahoma, donde jugó dos temporadas más, en las que promedió 14,4 puntos y 7,2 rebotes por encuentro, siendo elegido en su última campaña en el mejor quinteto de la Big 12 Conference.

### Profesional
Fue elegido en la quincuagésimo primera posición del Draft de la NBA de 2013 por Orlando Magic, con los que llegó a firmar contrato, pero fue descartado antes del comienzo de la liga, en el mes de octubre.
En noviembre se unió a los Maine Red Claws de la NBA D-League, con los que disputó 12 partidos, logrando 16,2 puntos y 6,4 rebotes por partido. Al año siguiente fichó por el Le Mans Sarthe Basket, pero una lesión en el hombro le apartó de las pistas durante cuatro meses, siendo reemplazado por el turco Izzet Turkyilmaz. Llegó a disputar únicamente 7 partidos, en los que promedió 9,7 puntos y 2,9 rebotes.
En febrero de 2015 regresó a los Red Claws, acabando la temporada con unos promedios de 17,2 puntos y 7,1 rebotes.
El 20 de abril ficha por los Indios de Mayagüez de la liga de Puerto Rico, pero fue despedido al mes siguiente.